# Slovenien
 Denne artikel omhandler den nuværende stat. Opslagsordet har også en anden betydning, se Socialistiske Republik Slovenien.
Republikken Slovenien er et land i Centraleuropa. Slovenien har en ganske kort kystlinje, omkring 47 kilometer, til Adriaterhavet og grænser op til Italien mod vest , Østrig mod nord, Ungarn mod nordøst og Kroatien mod syd og øst.

## Historie

### Oldtiden
De ældste spor af mennesker i Slovenien er omkring 250.000 år gamle: en fløjte fra Divje Babe er en bjørneben, der findes i en bosættelse af neandertalere i nærheden af Cerkno og er af nogle blevet fortolket som verdens ældste fundne musikinstrument, af andre som en knogle perforeret af vilde dyrs tænder. I en cro magnon-bosættelse i Potok-hulen er verdens ældste nåle fundet.
Adriaterhavets venetere, illyrere og keltere beboede området i bronzealderen og romersk jernalder. Rige fund fra urnemarkskulturen og Hallstattkulturen fra disse tidsperioder er fundet i Slovenien. Disse folk blev i vid udstrækning latiniserede efter den romerske annektering af det nutidige Slovenien i det første århundrede f.Kr.
Under romersk styre blev landet opdelt indenfor det tiende kerneområde af det romerske imperium Regio X Ventia et Histria (vestlige Slovenien, med en østlig grænse omtrent ved den nuværende slovenske hovedstad Ljubljana), det autonome rige Noricum (senere nedgraderet til provinsen) i det nordlige Slovenien, provinsen Pannonia i syd-øst og det østlige Slovenien såvel som provinsen Dalmatia i det sydlige Slovenien. Slovenien var en del af det romerske imperium indtil Det Vestromerske Riges fald.
Det antages, at de slavisktalende forfædre til dagens slovenske har slået sig ned i området i 500-årene. Den latiniserede befolkning fra antikken, resterende romere og rester af germanske stammer, der passerede gennem området i folkevandringstiden, var inkluderet i den slovenske etnogenese. Fyrstendømmet Karantanien, den første prototsk-slovenske og den første stabile slavisktalende stat, blev grundlagt i det 6. århundrede. I 745 mistede Karantanien sin uafhængighed til Frankrig, og den kristne mission i området blev intensiveret for endelig at konvertere sloverne og bayere. I anden halvdel af det 9. århundrede blev Freising-skrifterne, som var de første slovenske og også de første slaviske skrifter, skrevet i det latinske alfabet.

### Middelalderen
I den tidlige middelalder taltes det alpinslaviske sprog, der blev slovensk, i et omtrentlig område fra den nuværende tjekkiske grænse i nord, langs Linz-Lienz-linjen gennem det nuværende Østrig, til det nuværende italienske Sydtyrol i sydvest, Adriaterhavet og Istrien i syd og i sydøst til syd Balatonsøen i nutidig Ungarn. I middelalderen fandt der sted en omfattende bayersk indvandring til Alperne, og en stor del af slovenerne deltog i den østrigske nationbygning gennem sproglig fortyskning, mens slovenerne i det vestlige Ungarn blev assimileret af ungarerne. Som flertalssprog overlevede slovenske kun i det område, der i dag udgør Republikken Slovenien.
I middelalderen var nutidens Slovenien hovedsageligt delt mellem republikken Venedig og hertugdømmet Bayern. I 1300'erne endte det meste af Slovenien i det af Habsburg regerede Østrig (senere Østrig-Ungarn med slovenere bosat i hovedparten af provinserne Krain, Gorizia og Gradisca og i dele af provinserne Istrien og Steiermark). Få slovenske adelige familier havde nogen større politisk betydning i det middelalderlige Europa. Greverne af Celje var, efter i 1436 at være blevet ophøjet til fyrster, en undtagelse. Barbara af Celje blev tysk-romersk kejserinde i 1433. Celje-familien blev opfattet som en trussel mod Habsburgeres magt. En aftale mellem familierne bestemte, at den familie, der overlevede den anden, skulle arve den andens ejendom. Den sidste Celje-prins Ulrik II, som var barnløs, blev myrdet i 1456 under en turnering, og habsburgserne overtog alle ejendomme fra Celje-familien. Det 14. og 16. århundrede er kendetegnet ved bondeoprør.

### Reformationen
Reformationen kom til at spille en vigtig rolle for den slovenske nationale identitet. En betydelig del af sloverne konverterede til protestantisme og grundlaget for hvad der kunne have været en slovenske protestantiske nationalkirke blev lagt [8].
De første bøger på moderne slovensk blev trykt af protestanter, herunder Bibelen i 1584, og ambitionen var at introducere slovensk skolegang i hvert sogn. Nøglepersoner i den slovenske reformation var Primož Trubar, Sebastjan Krelj, Jurij Dalmatin, Adam Bohorič og Felicijan Trubar.
Habsburgerne så reformationen og de voksende nationale følelser, som den nærede som en trussel mod stabilitet i området og indledte derfor en modreformation. Modreformationen (i de første tre årtier i det 17. århundrede) var ikke blodig i de slovenske talende områder, men systematisk. Protestanter blev tvunget til at konvertere til katolicisme eller blive udvist. Mange af de mest veluddannede og velhavende valgte at flygte fra landet. Protestantiske kirker og kirkegårde blev ødelagt, og alle trykte bøger (undtagen Bibelen) på slovensk blev brændt. Et par eksemplarer af Primož Trubar's Cerkvena Ordnunga ("Kirkeorden") fra 1564, fundamentet for en slovenske nationale protestantiske kirke, overlevede.

### Oplysningstiden
En slovensk national identitet opstår i oplysningstiden. I løbet af 1700-tallet blev forskere, dramatikere og kunstnere i stigende grad interesseret i det "slovenske" og det slovenske sprog. I 1779 blev videnskabsakademiet Academia Operosorum fornyet i Ljubljana. Mens det tidligere Akademi for Videnskaber var humanistisk for sin sjæl, men anvendte latin som sprog, blev det fornyede akademi sprogligt og nationalt udpræget slovensk i sin karakter. I 1797 blev den første slovenske sproglige avis Lublanske Novice ('Ljubljana's News') trykt.

### Nationale bestræbelser
Under de nationale oprør i Østrig-Ungarn mellem 1848–1849 blev ideen om et forenet Slovenien lanceret.
Efter Østrig-Ungarns opløsning i 1918 blev Slovenien en del af Serbernes, kroaternes og slovenernes kongedømme, som i 1929 tog navnet Kongeriget Jugoslavien.

### 2. verdenskrig
Under 2. verdenskrig blev landet i 1941 delt mellem Tyskland, Italien, Ungarn, Bulgarien og Albanien.

### Jugoslavien
Efter 2. verdenskrig blev Jugoslavien, efter en periode med italiensk og tysk besættelse, genopbygget som en socialistisk forbundsrepublik den 29. november 1945. Under Josip Broz Titos ledelse eksisterede Jugoslaviens interne samhørighed, men efter Titos død i maj 1980 steg splittelsen mellem staterne.

### Selvstændig stat
I 1980'erne tog Slovenien skridt hen imod øget demokrati og ytringsfrihed og blev det første land, der udbrød og erklærede sin uafhængighed fra Jugoslavien den 25. juni 1991, efter en folkeafstemning i staten den 20. februar samme år. Datoen den 25. juni fejres i dag som Sloveniens statsdannelsesdag. Efter at de jugoslaviske krige kom på afstand, kunne Slovenien hurtigt henvende sig til Den Europæiske Union økonomisk og politisk. Landet blev medlem af NATO den 29. marts 2004 og EU den 1. maj 2004.

## Geografi
Slovenien er opdelt i 147 kommuner. De to største byer er hovedstaden Ljubljana og Maribor mod øst. Gorenje-fabrikkerne ligger i byen Velenje.
Slovenien ligger i Centraleuropa og strækker sig fra Alperne i nord til Kroatien og Venedigbugten i syd. Det højeste bjerg i landet er Triglav med 2.863 meter
Fire vigtige europæiske geografiske regioner mødes i Slovenien: Alperne, De dinariske alper, Pannonien, Karst-regionen, og i tillæg Middelhavet. Sloveniens højeste bjerg er Triglav (2.864 m), og landets gennemsnitlige højde over havet er 557 meter. Omkring halvdelen af landet (10.124 km²) er dækket af skov, som gør Slovenien til Europas tredje mest skovklædte land efter Finland og Sverige. Græssletter udgør 5.593 km² af landet, og marker og haver 2.471 km². I tillæg er der 363 km² med frugthaver og 216 km² med vingårde.
I nord domineres landskabet af Alperne, blandt andet bjergkæden Karawanken langs grænsen mod Østrig, mens det på Den pannoniske slette mod grænsen til Ungarn og Kroatien i nord-nordøst er stort set fladt. Den overvejende del af Sloveniens landskab er alligevel bakket og bjergrigt, med omkring 90 % af arealet placeret over 200 meter over havet. Sloveniens kystlinje mod Venedigbugten er omkring 47 km lang, fra Italien til Kroatien.
Begrebet Karst har sin oprindelse i Karstplatauet i det sydvestlige Slovenien, en kalkstensregion med underjordiske floder, kløfter og grotter mellem Ljubljana og Venedigbugten.

## Klima
Ved kysten er det middelhavsklima, i bjergene alpeklima, og fastlandsklima med milde til varme somre og kolde vintre i bjergene og i dalene i øst. Gennemsnitstemperaturerne er -2°C i januar og 21 °C i juli. De gennemsnitlige nedbørsmængder er 1.000 mm ved kysten, op til 3.500 mm i Alperne, 800 mm i sydøst, og 1.400 mm i det centrale Slovenien.
Selv om Slovenien har grænse mod Middelhavet, er klimaet i det meste af landet fastlandsklima, som i Centraleuropa. Karst-landskabet hindrer stort set luften fra Middelhavet i at strømme ind i landet. Området har en del sol, men det kan regne ganske kraftigt om vinteren. Når den kontinentale luft strømmer ind over landet, er det ofte i form af boravinden, en faldvind som kan give vindstød på over 40 m/s. De højestliggende områder i nord og vest har milde forhold om sommeren, men kan have ganske hårde vintre. Fra tidligt på sommeren begynder nærheden til Middelhavet at gøre sig gældende i form af kraftige tordenbyger. Fra september er det derimod sjældent med torden, men der kan fremdeles komme en regnbyge i ny og næ. Vintertemperaturerne i de østlige dele af Slovenien er omtrent som i Ungarn, men der er oftere mildere perioder her.
Gennemsnitstemperaturen er -2 °C i januar og 21 °C i juli. Årlig nedbør er i gennemsnit 1000 mm på kysten, op til 3500 eller mere i Alperne, 800 mm i sydøst og 1400 mm centralt i Slovenien.[kilde mangler]

## Demografi
De etniske grupper i landet udgøres af slovenere (89 %), kroatere, serbere, bosniere, andre nationaliteter fra det tidligere Jugoslavien (10 %), samt ungarske og italienske minoriteter.
Med 99 indbyggere pr. km² (fordelt på 20.273 km²) er Slovenien et forholdsvis tyndt befolket land sammenlignet med Israel (20.770 km², 298 indb. pr. km²) og El Salvador (21.040 km², 313 indb. pr. km²). Omtrent halvdelen af befolkningen bor i urbane områder, den anden i rurale områder.
Slovensk er officielt sprog på landsplan. I enkelte kommuner ved grænsen til Italien og Ungarn er også italiensk og ungarsk officielt sprog. Det første fremmedsprog er engelsk blandt de yngre og kroatisk/serbokroatisk blandt de ældre.

## Politik og administration
Det slovenske parlament består af to kamre: Nationalforsamlingen (Državni Zbor) og Nationalrådet (Državni svet).
Statsoverhovedet i Slovenien er præsidenten, som vælges ved almene valg hvert femte år, og som hovedsagelig har ceremoniel funktion. Regeringen ledes af statsministeren, som formelt nomineres af præsidenten og vælges af Nationalforsamlingen. De øvrige ministre nomineres af statsministeren, og vælges ligeledes af Nationalforsamlingen.
- Kort over Slovenien
- Triglav i de Juliske Alper
- Basilikaen Moderens barmhjertighed i Maribor
- Koper ligger tæt ved Trieste
- Bledsøen